# Pitchshifter
Pitchshifter är ett brittiskt electro-metal band från Nottingham bildat cirka 1990. De är kända för sitt innovativa användande av trummaskiner och samplingar. De smälte samman heavy metal och dance på ett mycket unikt sätt.
Pitchshifter splittrade 2003 efter ett avskedsuppträdande under en turné i Storbritannien. Bandet återförenades 2006, splittrades 2008 och återförenades 2018.

## Diskografi
Studioalbum
- Industrial (1991)
- Desensitized (1993)
- Infotainment? (1996)
- www.pitchshifter.com  (1998)
- Deviant (2000)
- PSI (2002)

Remixalbum
- The Remix War (1995)
- Bootlegged, Distorted, Remixed and Uploaded (2003)

EP
- Submit (1992)
- Exploitainment (1999)
- Un-United Kingdom (1999)
- None for All and All for One (2006)

Singlar (topp 100 på UK Singles Chart)
- "Genius" (1997) (#71)
- "Microwaved" (1997) (#54)
- "Dead Battery" (2000) (#71)
- "Shutdown" (2001) (#66)
- "Eight Days" (2001) (#78)

## Medlemmar
Nuvarande medlemmar
- Jon "J.S." Clayden – sång, musikprogrammering (1989–)
- Mark D. Clayden – basgitarr (1989–)

Nuvarande turnémedlemmar
- Dan Rayner – sologitarr, bakgrundssång (2002–)
- Tim Rayner – rytmgitarr (2003–)
- Simon Hutchby – trummor (2018–)

Tidigare medlemmar
- Jim Davies – sologitarr, bakgrundssång (1989–2002)
- Jonathan Alan "Johnny" Carter – sologitarr, rytmgitarr, programmering (1989–2000)
- Stuart E. Toolin – rytmgitarr (1989–1992)
- Dave "D.J." Walters – trummor, slagverk (1993–1999)

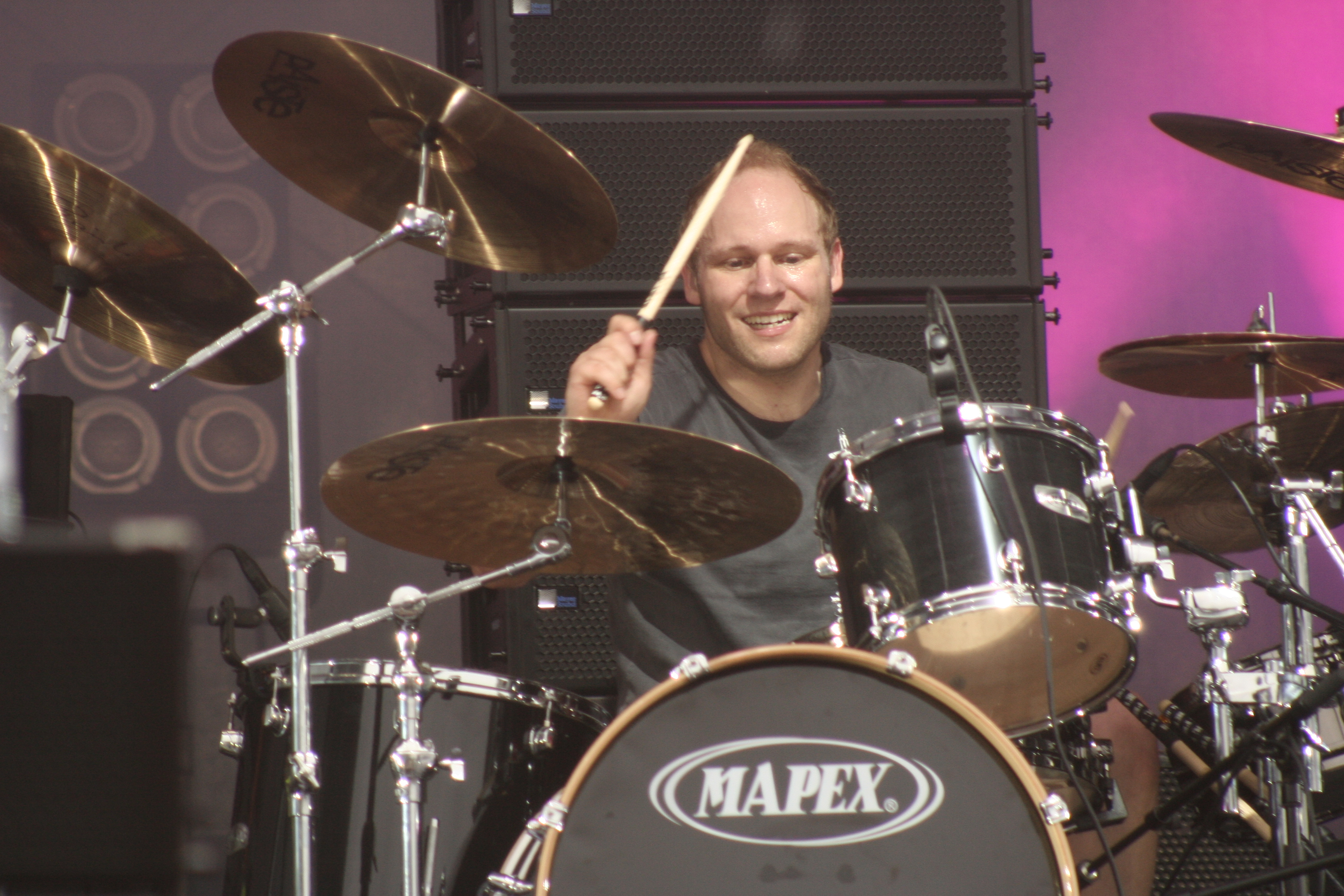
Jason Bowld – trummor, slagverk (2000–2018)
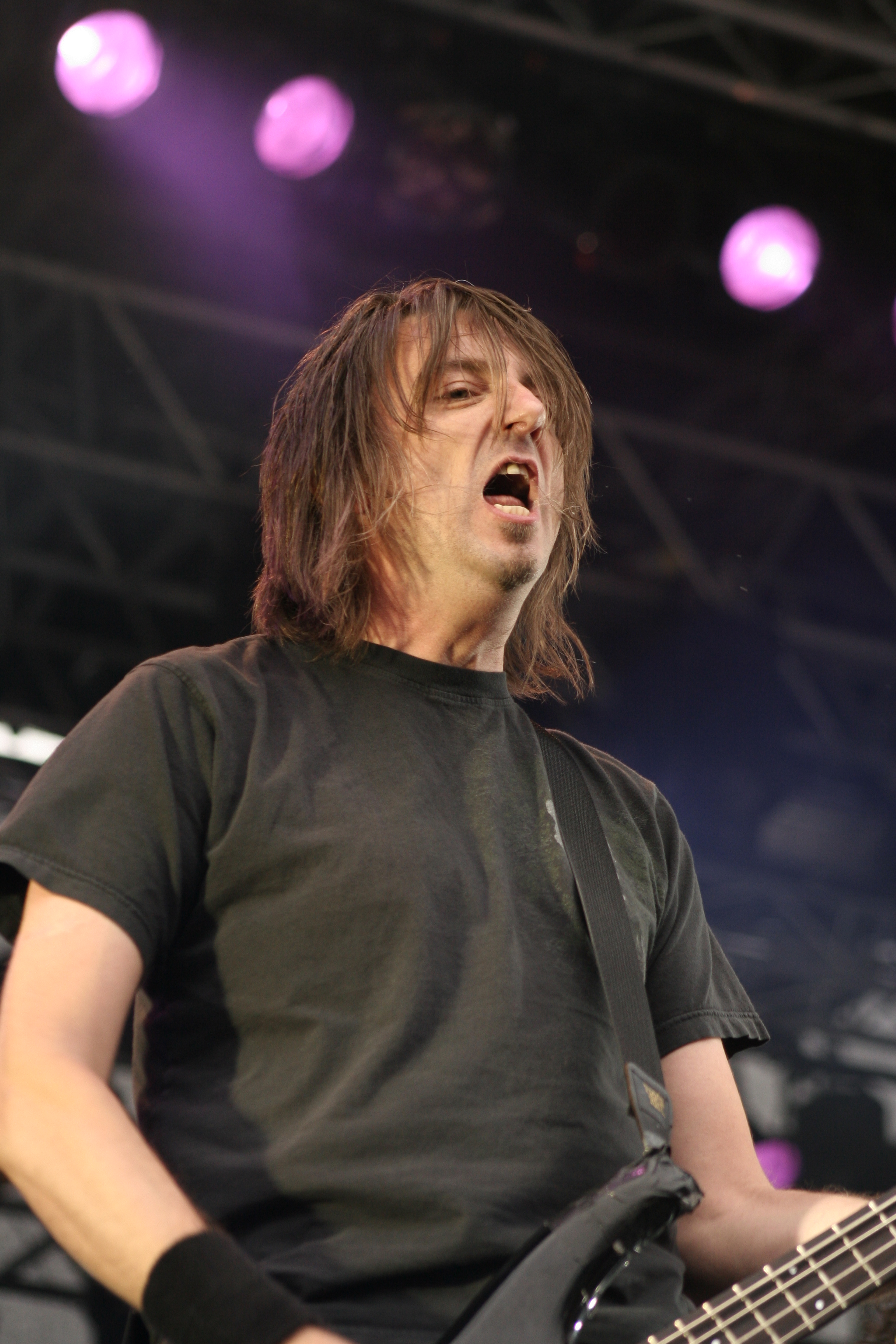
Mark Clayden
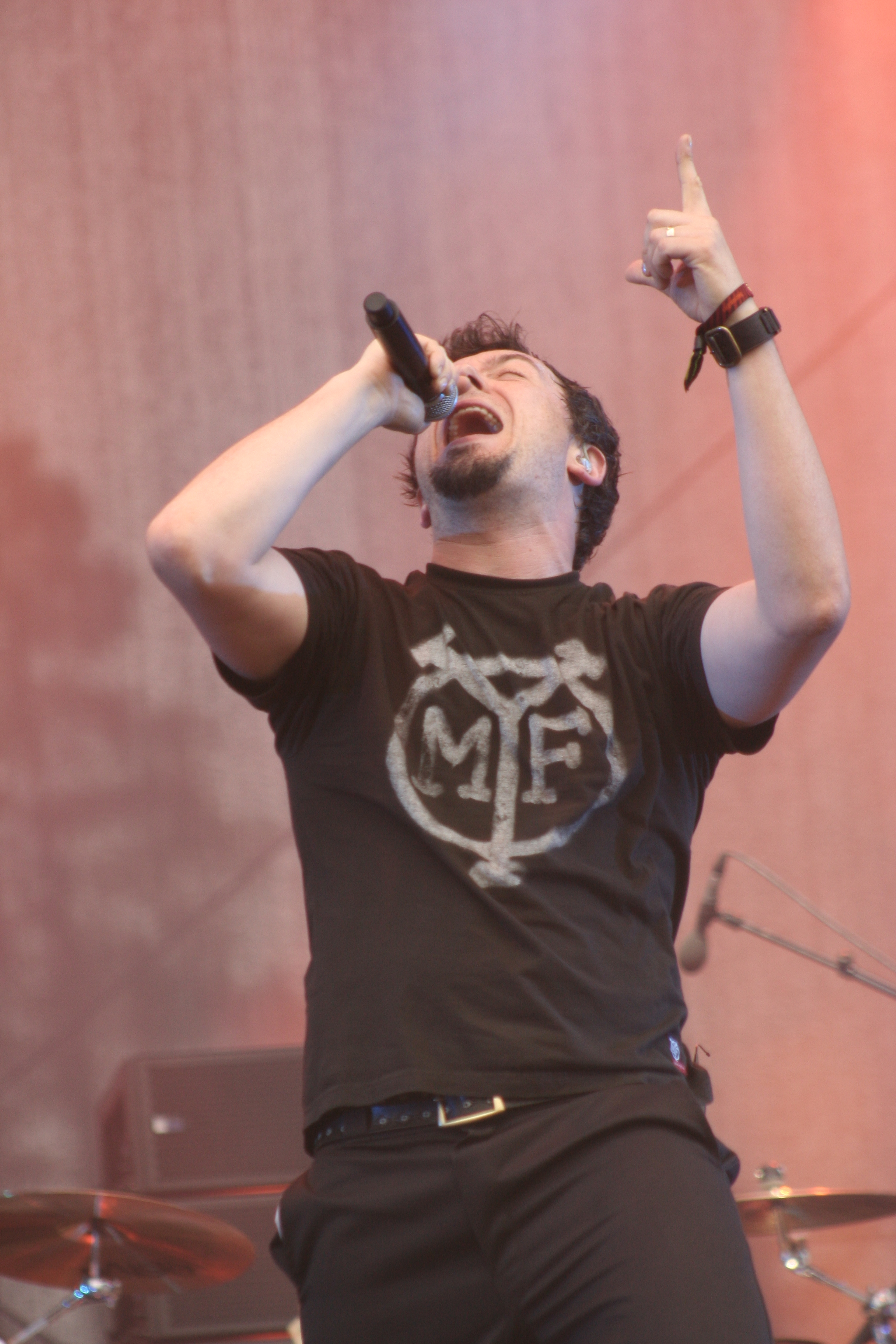
JS Clayden
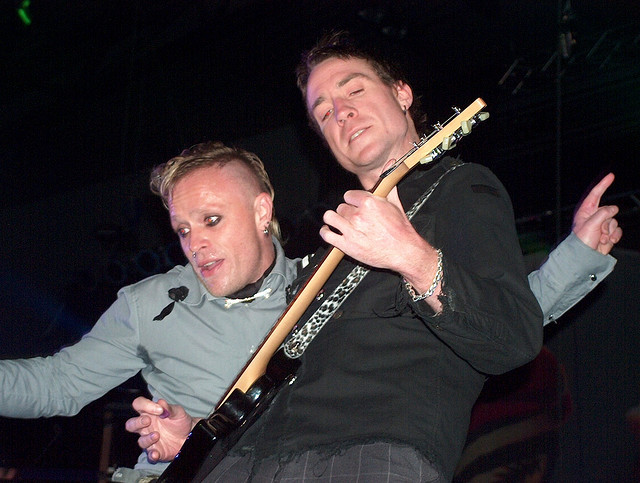
Jim Davis

Tidigare turnémedlemmar
- Matt Grundy – rytmgitarr (2000–2002)
- Matt Godfrey – rytmgitarr (1992)

Samarbetande musiker
- Jello Biafra – sång
- John Stanier – trummor
- Keith York – trummor
- Nosaj – sång
- Logan Mader – gitarr

Bildgalleri
- Jason Bowld
- Mark Clayden
- JS Clayden
- Jim Davis